# セルヒオ・エナオ
セルヒオ・エナオ（Sergio Henao、1987年12月10日 - ）は、コロンビア、リオネグロ出身の自転車競技（ロードレース）選手。同じく自転車競技（ロードレース）選手のセバスティアン・エナオとは従兄弟同士。

## 経歴
2012年、チーム・スカイに移籍。
2017年、パリ〜ニースにて総合優勝を果たし、キャリア最大の勝利を得た。
2019年、UAE チーム・エミレーツに移籍。

2021年、ファビオ・アルと共にクベカ・ネクスト・ハッシュに移籍。

## 来歴

### 2006年
- ブエルタ・ゴルベナシオン・ノルテ・デ・サンタンデール　総合優勝

### 2007年
- ブエルタ・ゴルベナシオン・ノルテ・デ・サンタンデール　総合優勝
- クラシコ・シクリスティコ・バンフォアンデス　総合優勝

### 2008年
- ブエルタ・ア・コロンビア U23部門　総合優勝

### 2009年
- GP・デュ・ポルトガル　総合優勝
- シントゥローン・シクリスタ・インテルナシオナル・ア・マリョルカ　総合優勝（第4ステージ優勝）
- Coupe des Nations Ville Saguenay　区間優勝（第3ステージ）

### 2010年
- 南アメリカ競技大会・ロードレース　3位
- ブエルタ・ア・コロンビア　総合優勝（第1,4,10ステージ優勝）

### 2011年
- ブエルタ・ア・コロンビア　区間優勝（第3ステージ）

- ツアー・オブ・ユタ　総合2位（プロローグ、第5ステージ優勝）

### 2012年
- ジロ・デ・イタリア　総合9位、新人賞部門 2位
- ツール・ド・ポローニュ　総合3位
- ロンドン五輪・個人ロード　16位
- ブエルタ・ア・ブルゴス 総合2位
- ブエルタ・ア・エスパーニャ 総合14位
- ロードレース世界選手権・個人ロードレース　9位
- ジロ・ディ・ロンバルディア　5位
- UCIワールドツアー　総合19位

### 2013年
- ヴォルタ・アン・アルガルヴェ　区間優勝（第3ステージ）

- バスク一周　総合3位(第3ステージ優勝)
- ジロ・デ・イタリア　総合16位（第2ステージ・TTT優勝）
- アムステルゴールドレース 6位
- フレッシュ・ワロンヌ 2位

### 2015年
- バスク一周　総合2位
- ツール・ド・ポローニュ　区間優勝（第6ステージ）

### 2016年
- ツアー・ダウンアンダー　山岳賞
- バスク一周　ポイント賞

### 2017年
- コロンビア選手権　優勝（ロードレース）
- パリ〜ニース　総合優勝

### 2018年
- コロンビア選手権　優勝（ロードレース）